# ティア・エルボー
ティア・エルボー（Tia Hellebaut、1978年2月16日 - ）はベルギー・アントウェルペン出身の女子走高跳、七種競技選手。身長182cm、体重62kg。女子走高跳、七種競技のベルギー記録保持者。眼鏡がトレードマーク。
かつては七種競技の選手だったが、走高跳に専門的に取り組むようになり、2008年北京オリンピックでは、屋外自己ベストの2m05を記録し金メダルを獲得した。陸上競技でベルギーの女子選手が金メダルを獲得したのは初めてであった。
2008年12月、自身のホームページで妊娠を公表して引退を表明した。翌年、長女を出産。しかし、2010年2月、32歳の誕生日に競技への復帰を表明。同年第2子を妊娠していることが判明。ヨーロッパ選手権出場後再び競技を離れるが、翌年、次女出産後再び競技に復帰した。
2012年ロンドンオリンピックの開会式ではベルギー選手団の旗手を務めた。

## 主な成績
| 年   | 大会                               | 場所                         | 種目     | 結果 | 記録   |
| ---- | ---------------------------------- | ---------------------------- | -------- | ---- | ------ |
| 2001 | 世界陸上選手権                     | エドモントン（カナダ）       | 七種競技 | 14位 | 5680点 |
| 2004 | 世界室内陸上選手権                 | ブダペスト（ハンガリー）     | 五種競技 | 5位  | 4526点 |
| 2004 | オリンピック                       | アテネ（ギリシャ）           | 走高跳   | 12位 | 1m85   |
| 2005 | 世界陸上選手権                     | ヘルシンキ（フィンランド）   | 走高跳   | 6位  | 1m93   |
| 2006 | 世界室内陸上選手権                 | モスクワ（ロシア）           | 走高跳   | 6位  | 1m96   |
| 2006 | ヨーロッパ陸上選手権               | ヨーテボリ（スウェーデン）   | 走高跳   | 1位  | 2m03   |
| 2006 | IAAFワールドアスレチックファイナル | シュトゥットガルト（ドイツ） | 走高跳   | 2位  | 1m98   |
| 2006 | IAAF陸上ワールドカップ             | アテネ（ギリシャ）           | 走高跳   | 2位  | 1m97   |
| 2007 | ヨーロッパ室内陸上選手権           | バーミンガム（イギリス）     | 走高跳   | 1位  | 2m05   |
| 2007 | 世界陸上選手権                     | 大阪（日本）                 | 走高跳   | 14位 | 1m90   |
| 2008 | 世界室内陸上選手権                 | バレンシア（スペイン）       | 五種競技 | 1位  | 4867点 |
| 2008 | オリンピック                       | 北京（中華人民共和国）       | 走高跳   | 1位  | 2m05   |
| 2008 | IAAFワールドアスレチックファイナル | シュトゥットガルト（ドイツ） | 走高跳   | 3位  | 1m97   |

## 自己ベスト
| 種目     | 記録      | 日付          | 備考         |
| -------- | --------- | ------------- | ------------ |
| 200m     | 24秒65    | 2006年5月21日 |              |
| 800m     | 2分14秒75 | 2006年5月28日 |              |
| 100mH    | 13秒91    | 2006年5月21日 |              |
| 走高跳   | 2m05      | 2008年8月23日 | ベルギー記録 |
| 走幅跳   | 6m44      | 2007年6月24日 |              |
| 三段跳   | 12m06     | 1996年9月15日 |              |
| 砲丸投   | 13m10     | 1999年8月21日 |              |
| やり投   | 44m37     | 2001年8月5日  |              |
| 七種競技 | 6201点    | 2006年5月28日 | ベルギー記録 |